# Цуркану Олена Мефодіївна
Олена Мефодіївна Цуркану (нар. 11 червня 1975, Кишинів, Суворово, Молдавська РСР) — молдовська футболістка, півзахисниця. Провела футбольну кар'єру в клубах чемпіонату Росії. Виступала за збірну Молдови. Найкраща футболістка Молдови (2005). Майстер спорту Росії (1993).

## Клубна кар'єра
У 1992 році виступала за московський «Інтеррос». Разом з командою зробила «золотий дубль», вигравши перший в історії чемпіонат і Кубок Росії. Після цього клуб через фінансові причини припинив існування. В підсумку Цуркану перейшла до «Русі», яка стала срібним призером чемпіонату 1993 року.
З 1994 по 1995 рік була гравцем столичного СіМ. Включалася до списку 33 найкращих футболісток за підсумками 1994 року. Потім, протягом трьох сезонів виступала за «Калужанку». Двічі включалася до списку 33 найкращих футболісток за підсумками сезону.
У 1998 році перейшла до табору «Рязань-ТНК». Разом з командою ставав володарем Кубку Росії (1998), а також завойовувала срібло (2000) і бронзу (2003) національного чемпіонату.
Сезон 2003 року провела в складі воронезької «Енергії», вигравши чемпіонат і дійшовши до фіналу Кубку Росії. З 2004 по 2005 рік була гравцем ногінської «Надії». У сезоні 2005 року ставала бронзовим призером російського чемпіонату, а в сезоні 2004 року включалася до списку 33 найкращих футболісток. Окрім цього, в 2005 році визнана найкращою футболісткою Молдови.
З 2006 по 2007 рік знову була гравцем «Рязань-ВДВ». У 2008 році виступала за «СКА-Ростов-на-Дону», що став бронзовим призером російської першості. За підсумками сезону включалася до списку 33 найкращих футболісток. Незважаючи на друге місце в чемпіонаті клуб розформували. Після цього Цуркану переїхала в Молдову, де виступала в місцевому чемпіонаті.

## Кар'єра в збірній
У 1993 році викликалася до табору збірної Молдови. У 2001 році відзначилася голом у воротах Югославії в рамках відбіркового матчу до чемпіонату світу.

## Досягнення
«Інтеррос»
- Чемпіонат Росії
  -  Чемпіон (1): 1992

- Кубок Росії
  -  Володар (1): 1992

«Русь»
- Чемпіонат Росії
  -  Срібний призер (1): 1993

«Рязань-ТНК»
- Чемпіонат Росії
  -  Срібний призер (1): 2000
  -  Бронзовий призер (1): 2003

- Кубок Росії
  -  Володар (1): 1998

«Енергія»
- Чемпіонат Росії
  -  Чемпіон (1): 2003

- Кубок Росії
  -  Фіналіст (1): 2003

«Надія»
- Чемпіонат Росії
  -  Бронзовий призер (1): 2005

«СКА-Ростов-на-Дону»
- Чемпіонат Росії
  -  Бронзовий призер (1): 2008